# Pozzi Escot (compositora)
Olga Pozzi Escot (Lima, Perú, 1 d'octubre de 1933), amb nom artístic Pozzi Escot, és una compositora i teòrica musical estatunidenca d'origen peruà.
És professora al Conservatori de Nova Anglaterra, a Boston (Massachusetts).

## Biografia
Pozzi Escot va néixer a Lima (República del Perú), filla d'un diplomàtic francès. Va viure al Perú durant cinc anys i després es va mudar amb la seva família a França.
De tornada al Perú, entre 1949 i 1953, va estudiar a l'Acadèmia de Música Sas-Rosay (Lima) on va estudiar harmonia i composició amb el violinista i compositor franc-belga Andrés Sas (1900-1967).
A finals de 1953, a l'edat de 20 anys va emigrar als Estats Units per estudiar música a la universitat Reed College, a la ciutat de Portland (Oregon). Tres anys més tard es va convertir en ciutadana estatunidenca. Entre 1954 i 1957 va estudiar a la Juilliard School (Nova York), on es va graduar com a llicenciada en composició (1956) i Bachelor in Arts (1957).
El 1960 es va mudar a la ciutat d'Hamburg (Alemanya), on va estudiar en la Hochschule für Musik und Theater (Acadèmia de Música i Teatre), amb el compositor francès d'origen espanyol Philipp Jarnach (1892-1982) i el compositor californià William Bergsma (1921-1994).
Ha rebut diversos premis internacionals, afiliacions a associacions musicals i honors.
Entre 1964 i 1972 va fer classes de teoria i composició al New England Conservatory.
Des de 1972 va ser professora ajudant a la universitat Wheaton College.
Escot és membre de Woodrow Wilson Visiting Fellow, i presidenta de la International Society of Hildegard von Bingen Studies (Societat Internacional d'Estudis Hildegard von Bingen)
Escot ha presentat les seves obres al Carnegie Hall, CUBE Ensemble a Chicago, Rome Oktoechoes Ensemble, Paris-Ensemble Intercontemporain, Russia St. Petersburg Chamber Players, Catedral de Colònia (Alemanya), Corcoran Gallery (a Washington DC).

## Vida privada
Pozzi Escot resideix a la ciutat de Cambridge (Massachusetts) amb el seu espòs, el compositor i teòric musical estatunidenc Robert Cogan (n. 1930).

## Obres
Ha gravat les seves obres en les discogràfiques Delos, Neuma, Espectre, Leo, Music & Arts i Centaur i les ha publicat a través de Publication Contact International.
Obres: vocals, de càmbra, orquestrals, electròniques, ballet i multimèdia, entre d'altres.
- 1959: Three Poems of Rilke per a quartet de corda i narrador.[6]
- Lamentus (Trilogy nr. 1, for the 6 million, obviously the Jewish Nazi victims) [Lament (trilogia núm. 1 per als sis milions, òbviament, les víctimes jueves dels nazis'] per a soprano, dos violins, dos violoncels, piano i tres tambors.
- Christos (Trilogy nr. 2) per a flauta alt, contrafagot, tambors i tres violins.[7]
- Visione [‘visió’] per a contrabaix, flauta, saxòfon alt, soprano, percussió i narrador.
- Three Movements (‘tres moviments') per a piano i violí.
- Sands (Symphony nr. 5) [‘Sorres (Simfonia núm. 5].
- Fergus Are per a orgue
- Missa Triste per a cor femení i tres instruments

En 1975 ―quan la Filharmònica de Nova York va estrenar la seva Cinquena simfonia― Pozzi Escot va ser triada una de les cinc compositores nord-americanes més importants del segle XX.

### Llibres
És autora de The Poetics of Simple Mathematics in Music (‘la poètica de la matemàtica simple en la música’), i
coautora de Sonic Design: The Nature of Sound and Music [‘Disseny Sonor: La Naturalesa del So i la Música’].
Des de 1980 dirigeix la revista de música que ella mateixa edita: Sonus.
Ha publicat més de trenta articles (sobretot en la seva pròpia revista) analitzant la relació entre la música i la matemàtica.

### Crítiques
Algunes opinions de crítics musicals:
| «                               | La Cinquena Simfonia d'Escot és una construcció matemàtica formidable on els sons resultants expressen una poderosa emoció | Escot's Fifth Symphony is a formidable mathematical construction where the resulting sounds expresses powerful excitement. | » |
| — Andrew Porter, The New Yorker | | |   |

| «                                       | Els Tres poemes de Rilke, d'Escot, van crear una emoció immensa | Immense excitement was created with Escot's Three Poems of Rilke. | » |
| — Theodore Strongin, The New York Times |                                                                 |                                                                   |   |

| «                                              | El Concert per a piano de la compositora estatunidenca Escot encaixa perfectament amb la visió d'un altre gran estatunidenc: Charles Ives, el descobridor. | American composer Escot's Piano Concerto perfectly fits in the vision of another great American, Charles Ives, the discoverer. | » |
| — Jean-Etienne Marie, Musique Actuelle (Niza). | | |   |

| «                           | En el contrast entre les dissonàncies estridents i les melodies harmonioses, Visión 97 parla en el llenguatge musical més modern sobre la bellesa de la creació de Déu | In the contrast between shrill dissonances and melodious harmonies, Visione 97 speaks in the most modern musical language of the beauty of God's creation. | » |
| — Mainer Bistumsnachrichten | | |   |

| «                                | L' Aria II és una epopeia | Aria II is an epic. | » |
| — Richard Dyer, The Boston Globe |                           |                     |   |